# ميليانا بويوفيتش
ميليانا بويوفيتش مواليد 17 مايو 1987 في ميتروفيتسا، جمهورية يوغوسلافيا الاشتراكية الاتحادية، هي لاعبة كرة سلة صربية سابقة. بدأت مسيرتها الاحترافية في سنة 2004. حملت الرقم 15.

## المسيرة الاحترافية
لعبت مع نادي ريفاس لكرة السلة في موسم 2008–2009، ثم لعبت مع غود أنجيلز كوشيتسه في موسم 2009–2010، ثم لعبت مع نادي فنربخشة لكرة السلة للسيدات في موسم 2014–2015.

## روابط خارجية
- ميليانا بويوفيتش على موقع الاتحاد الدولي لكرة السلة (الإنجليزية)
- ميليانا بويوفيتش على موقع كرة السلة الأوروبية.كوم (الإنجليزية)
- ميليانا بويوفيتش على موقع بروبوليرز (الإنجليزية)